# RIDE ON THE EDGE
『RIDE ON THE EDGE』（ライド オン ジ エッジ）は、日本の音楽ユニットのGRANRODEOの1枚目のアルバム。
ゲーム・アニメの主題歌や挿入曲などで構成されていて、オリジナルの楽曲も収録されている。シングルリリースされている曲が多く、本アルバムのためにリメイクしなおした曲もある。

## 収録曲
- 作詞：谷山紀章、作曲・編曲：飯塚昌明（特記以外）

1. RIDE ON…（instrumental）
2. 慟哭ノ雨
  - 千葉テレビ系アニメ『恋する天使アンジェリーク〜かがやきの明日〜』オープニングテーマ
3. Infinite Love
  - 千葉テレビ系『恋する天使アンジェリーク〜心のめざめる時〜』オープニングテーマ
4. 未完成のGUILTY “style GR”
  - シングル「君が望む永遠 キャラクターイメージソング Portrait*5 -孝之-」に収録されていた楽曲のリメイク版
5. シルエット
  - シングル「慟哭ノ雨」カップリング曲
6. Go For It! “style EDGE”（作詞：mavie）
  - アニメ『IGPX』オープニングテーマ
7. 059/21
8. 紫炎
  - シングル「Infinite Love」カップリング曲
9. EDGE OF…（instrumental）
10. RIDE ON THE EDGE
11. LAST SMILE “style GR” 
  - シングル「君が望む永遠 キャラクターイメージソング Portrait*5 -孝之-」に収録されていた楽曲のリメイク版
12. DECADENCE
  - OVA『鬼公子炎魔』エンディングテーマ
13. Vanessa
  - KISHOWと女性による掛け合いドラマ。ライブでは様々な趣向を凝らし、ファンを楽しませている。
14. mistake
  - シングル「Go For It!」カップリング曲
15. Once&Forever
  - パソコンゲーム『マブラヴ オルタネイティヴ』サイドストーリーオープニングテーマ
16. ケンゼンな本能
  - シングル「DECADENCE」カップリング曲
17. Two of us

## カバー
Infinite Love
- シド - 2020年8月19日発売の『GRANRODEO Tribute Album "RODEO FREAK"』に収録。